# Thymoites simla
Thymoites simla là một loài nhện trong họ Theridiidae.
Loài này thuộc chi Thymoites. Thymoites simla được Herbert Walter Levi miêu tả năm 1959.